# Петрень (Харгіта)
Петрень, Петрені (рум. Petreni) — село у повіті Харгіта в Румунії. Входить до складу комуни Мертініш.
Село розташоване на відстані 201 км на північ від Бухареста, 39 км на південний захід від М'єркуря-Чука, 60 км на північ від Брашова.

## Населення
За даними перепису населення 2002 року у селі проживали 195 осіб, усі — угорці. Усі жителі села рідною мовою назвали угорську.